# Stemonuraceae
Las stemonuráceas (Stemonuraceae) son una familia de plantas eudicotiledóneas pertenecientes al orden de las aquifoliales. Comprende doce géneros y unas 95 especies que se distribuyen en los trópicos, especialmente desde Malasia hasta Australia. Se caracterizan por ser árboles de hojas enteras, con flores pequeñas dispuestas en inflorescencias cimosas las cuales llevan estambres rígidos y sumamente pilosos.
Esta familia ha sido reconocida por sistemas modernos de clasificación, como el sistema APG III de 2009. Anteriormente, los géneros que componen esta familia habían sido dispuestos en Icacinaceae, pero los análisis filogenéticos sobre datos moleculares indican que las especies que lo constituyen comprenden un clado monofilético que debe considerarse como una familia separada. Los géneros con mayor riqueza de especies son Gomphandra (55) y Stemonurus (15).

## Descripción
Plantas arbóreas, dioicas, con flores con cáliz y corola y pedicelos articulados. Las flores masculinas o estaminadas presentan un androceo con estambres rígidos, pilosos. Las flores femeninas o carpeladas  pueden llevar estaminodios, no presentan estilo y el estigma es amplio. El fruto es una drupa comprimida dorsiventralente o redondeada.